# Novantinoe fulvopicta
Novantinoe fulvopicta là một loài bọ cánh cứng trong họ Cerambycidae.